# Tarentaise
Tarentaise – miejscowość i gmina we Francji, w regionie Owernia-Rodan-Alpy, w departamencie Loara.
Według danych na rok 1999 gminę zamieszkiwało 412 osób, a gęstość zaludnienia wynosiła 32 osoby/km² (wśród 2880 gmin regionu Rodan-Alpy Tarentaise plasuje się na 1300. miejscu pod względem liczby ludności, natomiast pod względem powierzchni na miejscu 925.).
Urodził się tutaj  Piotr z Tarentaise, późniejszy papież Innocenty V.